# Ulla Arvidsson
Ulla Arvidsson, född 5 april 1943 i Kristinehamn, är en svensk textilkonstnär och fritidspedagog.
Arvidsson studerade väv och sömnadsutbildning med fackteckning i Kristinehamn, Tillskärarakademien i Stockholm och till fritidspedagog i Örebro.
Hon tilldelades Kalmar kommuns kulturpris 1997.
Separat har hon ställt ut på bland annat Lärarhögskolan i Kalmar, Konsthallen Nämndhuset i Kristinehamn, Höganäs och Nybro. Hon har medverkat i samlingsutställningen Sydosten på Kalmar konstmuseum, Hemslöjden i Kalmar, Galleri Päronträdet i Kalmar och Skälby gård i Kalmar.
Arvidsson är representerad vid Värmlands läns landsting, Kalmar läns landsting, Högskolan i Kalmar och socialförvaltningen i Katrineholm.